# 피아노 롤

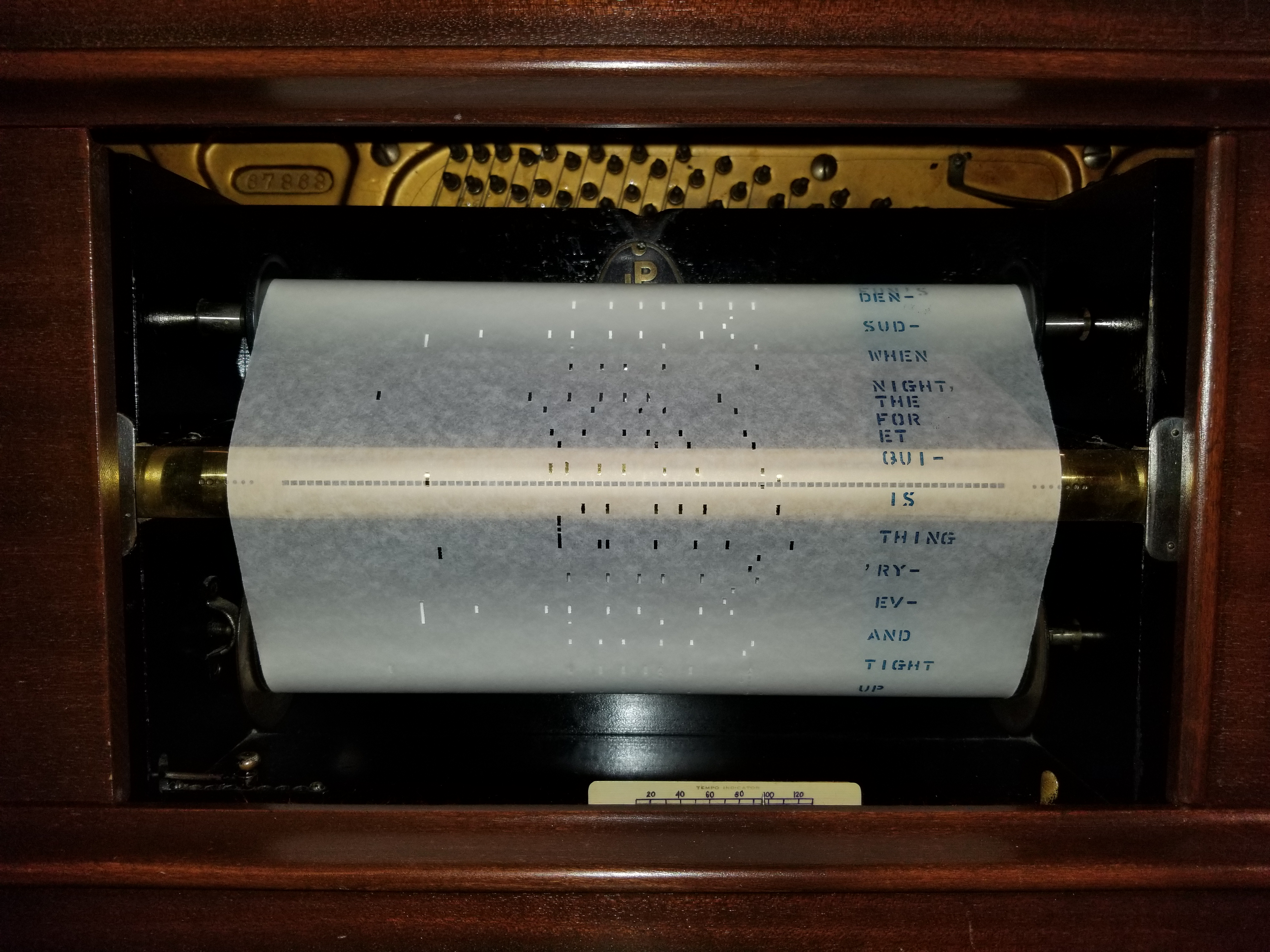
연주가 진행 중인 플레이어 피아노 롤

피아노 롤(piano roll)은 자동 피아노를 연주하기 위한 일종의 좌표이다. 유명 피아니스트들의 녹음된 퍼포먼스를 주로 삽입한 것이 많다. 서스테인 페달과 소프트 페달도 표현할 수 있다.

## 같이 보기
- 자동 피아노